# Monochamus nicoletii
Monochamus nicoletii är en skalbaggsart som beskrevs av Thomson 1857. Monochamus nicoletii ingår i släktet Monochamus och familjen långhorningar. Inga underarter finns listade i Catalogue of Life.